# Gerard Kusz
Gerard Alfons Kusz (23. října 1939 Dziergowice, Německá říše – 15. března 2021 Hlivice) byl polský římskokatolický biskup.
Na kněze byl vysvěcen 24. června 1962 v Opolí. Biskupem byl jmenován 27. července 1985 a vysvěcen 15. srpna téhož roku kardinálem Józefem Glempem. Je titulární biskup z Tagarbaly (Tagarbalensis) a v letech 1985–1992 působil jako pomocný biskup v diecézi opolské. Od zřízení diecéze gliwické 5. března 1992 působil jako pomocný biskup této diecéze. Jako biskupské heslo si zvolil Oboedientia et pax (Poslušnost a pokoj).
Biskup Kusz je místopředsedou Komise pro vzdělávání Polské biskupské konference.
Dne 15. listopadu 2014 přijal papež František jeho rezignaci z důvodu dosažení kanonického věku 75 let.